# 天马河
天马河，位于中国广东省广州市花都区，是新街河的支流。天马河由大迳河与大布河汇合而成。大迳河发源于狮岭分水，经军田、狮岭、乐同与大布河汇合。大布河发源于县境北部与清远交界的马牯跳墙，经旗岭、海㘵、乐同与大迳河汇流，再经三华、毕村至罗溪汇流至新街河。干流全长22.1公里．集水面积180.43平方公里，河道平均比降1.46‰。